# Morenatsu
Morenatsu (漏れなつ。 Morenatsu?, lit. «mis vacaciones de verano») es un videojuego de simulación de citas de género Bara con animales antropomórficos y escenas explícitas. Solo está disponible oficialmente en japonés, aunque ha sido traducido a los idiomas inglés y español por la comunidad.
Fue creado por un grupo japonés de artistas independientes autodenominado Morenatsu Project (漏れなつプロジェクト。 Morenatsu Purojekuto?) desde el 2003, proveniente de Futaba y originalmente dirigido por el dibujante gamma-g (t.c.c. γ), quien terminó dejando el proyecto a manos del resto del equipo después de sus contribuciones.
El juego tiene fama dentro del kemono fandom en Japón, y también en el furry fandom fuera de Japón gracias a las traducciones y participación de la comunidad extranjera. Sin embargo, el largo tiempo entre las actualizaciones hizo que fuese lentamente olvidado por muchos. Morenatsu Project, grupo desarrollador del juego, fue desintegrado el 20 de julio de 2015, abandonando  definitivamente el desarrollo del juego y cerrando el blog y la página oficial, donde se hospedaban los enlaces del torrent oficial del juego.

## Jugabilidad
Como es común en los videojuegos de simulación de citas, la jugabilidad se limita a leer diálogo y ocasionalmente tomar decisiones en momentos específicos. Junto con el diálogo ubicado al inferior de la ventana, hay sprites o dibujos de los personajes que se encuentran en la escena. De fondo de los personajes y el texto aparecen paisajes para representar el ambiente del lugar de la escena.
También hay imágenes que ocupan toda la pantalla y aparecen en ciertos momentos especiales de la historia llamados «eventos».
Se utiliza ratón o teclado para avanzar la historia. Está la posibilidad de guardar y cargar más de una partida múltiples veces libremente en el momento que uno desee, esto se aprovecha para volver a momentos específicos del diálogo, como justo antes de tomar una decisión. También está la opción de pasar más rápido por partes de la historia que uno ya haya leído.
Anexo al juego principal, se puede leer en una pantalla información de los personajes a medida que se les conoce, y también revisar los eventos por los que ya se ha pasado.
Los eventos y finales son lo más cercano a un objetivo en el juego.

## Argumento
Al principio de la historia, Hiroyuki recibe una carta escrita por Torahiko, un amigo de la infancia, en la cual es invitado a pasar las vacaciones de verano del 2006 con él y otros amigos en la aldea Minasato —el pueblo natal de Hiroyuki—, para organizar un reencuentro. Hiroyuki acepta la invitación y viaja su antigua ciudad natal, donde se hospeda en la casa de sus abuelos.
Torahiko, el más emocionado por reencontrarse con Hiroyuki, lo recibe y es el primero en darle la bienvenida y encaminarlo al hogar de los abuelos de Hiroyuki. Ya una vez instalado, Hiroyuki va al restaurante acordado con Torahiko, donde es calurosamente recibido con una fiesta por el resto de sus amigos de la infancia: Kōya, Jūichi, Shin, Shun, Tatsuki, Kyōji y Kōnosuke; también se le es presentado un nuevo personaje: Sōtaro, el cual se ha mudado recientemente a la ciudad. El grupo de amigos invita a Hiroyuki a la mesa, sin embargo, todos ya se han sentado cuando Hiroyuki sale del baño, por lo que este último se ve obligado a buscar un espacio junto con quién sentarse.

### Ambientación
Minasato (水郷村 Minasato-mura?,  aldea o pueblo de río) la aldea donde ocurren, con algunas excepciones, la casi todos los hechos de la historia. Es el pueblo natal de Hiroyuki, antes de que se mudara a otra ciudad cinco años antes de los eventos de Morenatsu; también es la residencia de los amigos de Hiroyuki. 

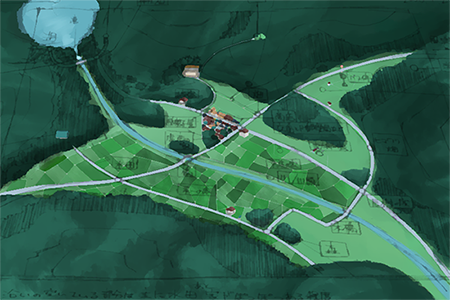
Paisaje creado a base de pinceles, que en este caso, representaría el pueblo en donde ocurren los hechos.

La localidad ficticia está localizada en una zona rural de Japón. Es un pueblo muy poco desarrollado: no hay señal móvil ni grandes tiendas, poca o nada urbanización de las calles y transporte de autobús limitado. Durante el juego se visitan diversos lugares en Minasato: la parada de autobús; varios restaurantes, parques y ríos; un colegio; una alcaldía; un kōban; los bosques alrededor e incluso un templo.
Fuera de Minasato se visita una zona de campamento a 30 minutos del pueblo, y la ciudad vecina (y también ficticia) de Kazenari (風鳴町 Kazenari-chō?).
Las fotografías distorsionadas que se usan de fondo en el juego están, en su mayoría, sacadas en Shirakawa (白川村 Shirakawa-mura?), una villa no ficticia, ubicada en la prefectura de Gifu en Japón.

### Personajes
Aquí se nombra la lista de los personajes interactuables en el juego:
- Hiroyuki Nishimura (博行 西村?) (sobrenombre Hiro (ヒロ?)) es el protagonista de la historia; a diferencia de la mayoría de personajes del juego, Hiroyuki es un humano. A pesar de tener fantasías de sus amigos en su cabeza en varios momentos de la historia, rara vez es que invita a salir a alguno de los demás personajes. Suele ser melancólico o cariñoso, dependiendo de las decisiones hechas por el jugador durante el juego.

- Torahiko Ōshima (虎彦 大島?) es un tigre. Es el primero en tener contacto con el jugador al inicio del juego y 'supuestamente' estuvo enamorado de Hiroyuki desde que los dos eran niños. Practica natación y cocina, suele ser muy optimista, dedicado, extrovertido y comprometido. Es bastante más alto y fuerte en comparación con Hiroyuki. La ruta de este personaje aún no está liberada.

- Kōya Aotsuki (洸哉 蒼月?) es un perro Husky siberiano. Normalmente suele estar calmado, pero puede enojarse de manera abrupta y puede ser muy necio. Forma parte de una banda musical liderada por él y otros tres integrantes. Le gusta tocar la guitarra y componer canciones.

- Jūichi Mikazuki (柔一 三日月?) es un oso pardo experto en judo y también es bastante grande y fuerte, por lo que parece mucho más adulto de lo que es. Su expresión facial le da la apariencia de estar enfadado todo el tiempo, aunque en realidad no lo está.

- Shun Kodori (峻 古酉?) es un lobo. Tiene la apariencia de ser un niño por su estatura y apariencia delicada, pero en realidad es un estudiante de avanzada edad. Suele ser muy sensible sobre todo lo que lo rodea, incluso fácilmente puede llorar o entrar en pánico. Es amante de los videojuegos y le gusta compartir su afición con Hiroyuki.

- Shin Kuroi (深 黒井?) es un gato negro. Vive en los suburbios del pueblo, en una casa de estilo occidental. Tiene una personalidad bastante delicada, suele enojarse con facilidad y hacer comentarios despreciativos; también sufre de asma y no suele hacer actividad física. Su ruta es una de las que avanza más profundamente por los problemas internos de este personaje.

- Sōtarō Tōno (宗太郎 橙野?) es un león. Llegó tres años antes de los eventos de Morenatsu. Es integrado en el grupo de amigos por Kyōji, su senpai, con quién también juega fútbol. Es menor que el resto del grupo, por lo que también tiene una apariencia más similar a la de un niño. No se sabe mucho acerca de él, sólo que creció sin un padre, pero también se desconoce alguna información de su madre biológica. La ruta de este personaje aún no está liberada.

- Tatsuki Midoriya (辰樹 翠屋?) es un dragón verde. Es el más grande y fuerte del grupo, aparentando la edad de un adulto; también tiene alas de dragón, pero son muy pequeñas y no le sirven para volar. Su padre es un carpintero y, debido a eso, quiere seguirle el ejemplo de profesión. Suele ser un poco torpe en ciertas cosas, pero sus intenciones son buenas; es muy paternal con sus amigos, dado que es el mayor y el más fuerte. La ruta de este personaje es la que tiene más finales distintos.

- Kōnosuke Kuri (孝之助 九狸?) (sobrenombre Kōno (コーノ?)) es un tanuki. Es muy fanático de la fotografía y suele ser muy optimista sobre cualquier problema. Le gusta hablar sobre sus intereses con Hiroyuki, pero considera que son extraños. Es más bajo y obeso que Hiroyuki; también usa lentes y lleva una cámara donde vaya.

- Kyōji Takahara (京慈 高原?) es un Labrador Retriever. Se destaca por ser el capitán del equipo de fútbol en el que juega Sōtarō. Es seria y poco expresiva, debido a que es un poco tímido no siempre es sincero; al ser tan calmado, da la apariencia de que fuese un adulto. La ruta de este personaje aún no está liberada.

## Arte relacionada

### Morefuyu
Morefuyu (漏れふゆ?   vacaciones de invierno) es un manga de género doujinshi, posiblemente un spin-off de Moneratsu. A diferencia de Morenatsu, que toma lugar en verano, Morefuyu sucede en invierno. No fue hecho por el equipo de Morenatsu Project, por lo que no es una historia oficial. Sin embargo, los artistas que participaron en la creación de Morefuyu fueron 'algunos' miembros de Morenatsu Project, lo que añade credibilidad al cómic. Al igual que Morenatsu, Morefuyu tiene también tramas con escenas de sexo. La historia es manejada por un personaje de nombre Chemistry.
Los artistas kemono Moto, Jaguchi y TRN dibujaron individuales ilustraciones incluidos en el dibujo, mientras que Kurogane, Gamma-g y Kotori ilustraron diferentes segmentos de la historia.
El manga contiene tres segmentos mutuamente no conectados:
- The Reasons for the Future (Las Razones para el futuro): La historia sigue la ruta de Tatsuki de Morenatsu, cuando Hiroyuki y éste se vuelven novios. Ilustraciones por Kurogane.

- Christmas Without Me (Navidad sin mí): Los personajes principales de Morenatsu tienen una reunión de Navidad, pero Hiroyuki no vino. En su ausencia, todos piensan que Hiroyuki debió haber madurado durante el verano y ellos tratan de adivinar quién secretamente se volvió el novio de éste. Ilustrado por Gamma-g.

- I'll Always Be Next to You (Siempre estaré a tu lado): Torahiko recibe a Jūichi cuando se baja de autobús, ya que Torahiko siempre suele esperar a cualquiera en el paradero, y Jūichi quiere saber por qué. Ilustraciones por Kotori.